# بتا پیاله
بتا پیاله یک ستاره است که در صورت فلکی پیاله قرار دارد.